# Erica Beck
Erica Beck (* 5. Juni 1992 in Lakewood, Kalifornien) ist eine US-amerikanische Filmschauspielerin und Synchronsprecherin.

## Leben
Erica Beck wurde 2003/2004 im Kindesalter als Synchronsprecherin der Figur „Perle“ im Disney/Pixar-Film Findet Nemo bekannt. Als sie eine Pause von der Vorsprechen für Hollywood-Projekte machte, besuchte sie die High School, wo sie während der Dramakurse eine Leidenschaft für die Bühnenaufführung entdeckten. Während dieser Zeit nahm sie an Stipendien und Theaterwettbewerben teil. Nach dem Abitur war sie in diversen lokalen Gemeinschaftsproduktionen zu sehen, u. a. für das Huntington Beach Playhouse „Seussical The Musical“, als „Cat in the Hat“, basierend auf den  Dr.-Seuss-Büchern; Und „Hairspray“, als „Penny Pingleton“ am Cypress College Theater und Tanz.
2014 absolvierte sie an der California State University in Fullerton ihren Bachelor of Fine Arts im Musical Theatre Programm. Sie ist weiterhin als Sprecherin für Film, Fernsehen und Werbung tätig.

## Filmografie
- 1994: Pom Poko (Heisei Tanuki Gassen Pompoko, Stimme)
- 2002: Lilo & Stitch (Stimme)
- 2003: Findet Nemo (Finding Nemo, Stimme von „Perle“)
- 2004: Unfabulous (Fernsehserie, Folge Book Club)
- 2006: Emergency Room – Die Notaufnahme (ER, Fernsehserie, Folge White Guy, dark hair)
- 2008: iCarly (Fernsehserie, Folge iGot Detention)
- 2014: Dance-Off

## Auszeichnung
2004: Young Artist Awards – Beste Performance in einer Voice-Over Rolle (Findet Nemo)